# Ignacy Kossowski z Głogowy
Ignacy Kossowski z Głogowy herbu Dołęga – starosta radziejowski w latach 1766-1777, starosta kłodawski.
Poseł inowrocławski na sejm 1776 roku.